# Maria von Heider-Schweinitz
Maria von Heider-Schweinitz (* 20. Februar 1894 in Darmstadt; † 5. Dezember 1974 in Frankfurt am Main) war eine deutsche Malerin des Expressiven Realismus.

## Familie
Johanna Maria Lina von Schweinitz wurde als Tochter des Generals Graf von Schweinitz und Krain, Freiherr von Kauder, geboren. Sie heiratete 1915 Karl von Heider und hatte mit diesem drei Kinder.

## Künstlerischer Werdegang
Maria von Schweinitz erhielt ihre erste künstlerische Anleitung 1911 bei George Mosson in Berlin. Nach dem Aufbau ihrer Familie in Frankfurt studierte sie 1925–29 Bildhauerei bei Richard Scheibe und Georg Kolbe. Entscheidend wurde ihr Leben in künstlerischer Hinsicht durch die Bekanntschaft mit Karl Schmidt-Rottluff geprägt, der sich ab dem Frühjahr 1932 regelmäßig bei der Galeristin Hanna Bekker vom Rath im Blauen Haus in Hofheim am Taunus als Gast aufhielt. Sie wandte sich nunmehr der Malerei zu und wurde seine Schülerin mit Atelier im Städel. Ab 1933 wurde sie durch die Künstlerkolonie am Lebasee in Pommern angezogen, wo sie wie Schmidt-Rotluff die Sommermonate verbrachte. Zu ihrem Bekanntenkreis gehörten um 1935 auch Gerhard Marcks und Ernst Wilhelm Nay.
Im Zweiten Weltkrieg ging nicht nur ihr Atelier im Städel, sondern auch ein Großteil ihres Werks mit 300 in Pommern beziehungsweise in Sachsen eingelagerten Bildern unwiederbringlich verloren.
Nach ersten Ausstellungen nach dem Krieg richtete Heider-Schweinitz in Frankfurt erneut ein Atelier ein, und es kam zu einer ersten Einzelausstellung bei Hanna Bekker vom Rath im Frankfurter Kunstkabinett 1949. Die Schmidt-Rottluff-Biografin Rosa Schapire unternahm in London den Versuch einer Monografie über Maria von Heider-Schweinitz, die sie bis zu ihrem Tod jedoch nicht fertigstellte.

## Werke (Auswahl)
- Ehepaar, 1936
- Portrait eines Mädchen, 1936
- Mädchen im Herbst, 1936
- Schlafender Junge, 1937
- Malerin mit Sonnenblume (Selbstbildnis), 1938
- Rothaarige, 1938
- Stehende mit gelbem Schal, 1939
- Sonnenblume und Früchte, 1941
- Schwarze Nüsse, 1943
- Astern, 1945
- Stillleben mit Blumenvase, Teekanne und Tasse, 1947
- Blumenvase, Grünes Glas, 1970
- Ausruhende, 1973

## Ausstellungen (Auswahl)
- Deutsche Parlamentarische Gesellschaft, Bonn, 1977
- Maria von Heider-Schweinitz zum 100. Geburtstag, Historisches Museum, Frankfurt am Main, 1994–1995
- Galerie Theo Oltmanns - Unkel bei BonnZwei Malerinnen der verschollenen Generation. Maria von Heider-Schweinitz und Karoline Wittmann, 2011
- Künstlerin sein! Ottilie W. Roederstein, Emy Roeder, Maria von Heider-Schweinitz, Museum Giersch, Frankfurt am Main, 15. September 2013 bis 26. Januar 2014
- Der Weibliche Blick, Kunst Archiv Darmstadt, 23. Juni 2013 bis 28. Februar 2014
- So viel Anfang! Künstlerinnen der Moderne und ihr Werk nach 1945, Städtische Galerie Karlsruhe, 25. November 2023 bis 25. Februar 2024.

## Belege
1. ↑  Berufsoffizier, † 1950
2. ↑  vgl. Vereinigung der XI
3. ↑  Claudia Olbrych: Heider-Schweinitz, Maria von | Frankfurter Personenlexikon. Frankfurter Personenlexikon, Oktober 2024, abgerufen am 5. Dezember 2024.

| Personendaten    | Personendaten                                                         |
| ---------------- | --------------------------------------------------------------------- |
| NAME             | Heider-Schweinitz, Maria von                                          |
| ALTERNATIVNAMEN  | Schweinitz und Krain, Johanna Maria Lina Gräfin von; Frein von Kauder |
| KURZBESCHREIBUNG | deutsche Malerin des Expressionismus                                  |
| GEBURTSDATUM     | 20. Februar 1894                                                      |
| GEBURTSORT       | Darmstadt                                                             |
| STERBEDATUM      | 5. Dezember 1974                                                      |
| STERBEORT        | Frankfurt am Main                                                     |